# 고래학
고래학(-學)은 고래에 관한 걸 연구하는 학문이다. 고래목에서 약 80종의 고래, 돌고래 및 돌고래를 연구하는 해양 포유류 과학의 한 분야이다. 고래학을 수행하는 사람들은 고래 진화, 분포, 형태, 행동, 커뮤니티 역학 및 기타 주제를 이해하고 설명하려고 한다.